# 金曜大自然特集
『金曜大自然特集』（きんようだいしぜんとくしゅう）は、1991年9月6日から同年9月20日までテレビ東京系列局で放送されていたテレビ東京製作の教養番組である。全3回。それ以前にも1991年8月2日から同年8月30日まで『夏休み特別企画』と題して放送されていた。全5回。放送時間は毎週金曜 19:00 - 19:54 （日本標準時）。
『ニュースに挑戦!あなたの常識』の早期打ち切りを受けて開始されたつなぎ番組。世界各地の自然や動物を紹介していた。

## 放送リスト
| 放送日 （1991年） | タイトル       | サブタイトル                     |
| ----------------- | -------------- | -------------------------------- |
| 8月2日            | 夏休み特別企画 | 驚異の大自然・生きものたちの地球 |
| 8月9日            | 夏休み特別企画 | 驚異の大自然・生きものたちの地球 |
| 8月16日           | 夏休み特別企画 | 驚異の大自然・生きものたちの地球 |
| 8月23日           | 夏休み特別企画 | スーパーチンパンジーアイ         |
| 8月30日           | 夏休み特別企画 | 密林の驚異・光と水のボルネオ     |
| 9月6日            | 金曜大自然特集 | 野生の故郷・アフリカ①            |
| 9月13日           | 金曜大自然特集 | 野生の故郷・アフリカ②            |
| 9月20日           | 金曜大自然特集 | 野生の故郷・アフリカ③            |